# Nanny
Rainha Nanny ou apenas Nanny (Gana, 1685 – Colônia da Jamaica, 1755), HNJ foi a mais popular líder dos quilombolas jamaicanos conhecidos como Maroons do século 18. Documentos históricos a descrevem como uma rebelde mulher obeah.
Devido ao seu legado, um vilarejo denominado Vila de Nanny foi fundado nessa parte da ilha. Muito do que é conhecido sobre Nanny, foi através de histórias contadas de forma oral, muito pouco foi documentado historicamente.

## Biografia
Seu nome provavelmente não é pessoal, mas derivado de Nana, um título de respeito e autoridade empregado em referência às rainhas-mães nas sociedades akans da África ocidental. Ela nasceu em uma comunidade do povo Koromantee (Koromandê), em 1686, na Costa do Ouro, atual República de Gana. Acredita-se que alguns membros de sua família estavam envolvidos em diversos conflitos inter-tribais, e na ocasião ela era uma prisioneira de guerra. Era costume que os prisioneiros capturados em tais disputas, fossem vendidos ou negociados como escravizados para navegantes europeus, que eram enviados para Jamaica, Brasil e outras localidades.
Capturada ainda criança, foi vendida a traficantes ingleses que a transportaram em um navio negreiro até a Jamaica, no Caribe, América Central, onde trabalhou em uma fazenda de cana-de-açúcar situada em Saint Thomas Parish, nas circunvizinhanças de Port Royal. Junto a outros escravizados, Nanny envolveu-se em rebeliões lideradas por chefes marrons, como Cudjoe (Cuffy), Johny e Quao, que conduziram grupos de rebeldes fugitivos para o interior da ilha.
Ainda criança, Nanny foi influenciada por outros líderes escravos e outros maroons. Ela e seus irmãos acompanharam Cudjoe, Johnny e Quao em suas fugas pelas diversas plantações nas montanhas azuis da Jamaica, área localizada ao nordeste de Saint Thomas. Durante as fugas, eles se separaram e organizaram distintas comunidades quilombolas: Cudjoe foi para Saint James Parish e organizou a fundação de uma vila, que posteriormente foi batizada em sua homenagem, a Cudjoe Town. Em contra partida, Nanny e Quao fundaram comunidades em Portland Parish. Ela casou com um quilombola de nome Adou.
Na década de 1720, Nanny e Quao estabeleceram e controlaram uma grande área das Montanhas Azuis. Esta  região foi chamada posteriormente de Nanny Town, e consistia de cerca de 500 acres (2.4 km²) da ilha habitada por escravos fugitivos. Nanny Town possui uma localização estratégica, é circulada pelo Rio Stony, e por cerca de 270m  de vegetação de espinhaços e um ambiente similar a caatinga brasileira, tornado um ataque surpresa por parte dos britânicos praticamente impossível. Os quilombos de Nanny Town possuíam diversos artefatos bélicos para proteção em caso de ataques, organizavam barricadas, armadilhas e sempre deixavam certa quantidade de guerreiros em prontidão para qualquer emergência que eram acionado através de uma tipo de buzina denominada Abeng.
Os quilombos de Nanny Town e sua comunidades sobreviviam enviando mercadoria para mercados próximos das comunidades, que muitas vezes eram pagos com armas e vestimentas. As comunidades também criavam diversos animais, caçavam e criavam grandes plantações. Nanny foi uma das principais libertadoras de escravos de sua época. Atribui-se a ela, cerca de 800 escravos libertados em mais de 30 anos.
Nanny também possuía grande conhecimento das plantas e das ervas medicinais. Conhecimento este que ajudou sua população tanto espiritualmente como fisicamente nas diversa batalhas enfrentadas. Esses conhecimentos deram a ela um grande status de líder entre sua comunidade.

## Maroons
Os quilombolas foram escravizados jamaicanos que desafiaram o sistema feudal, que conseguiram uma difícil e opressiva sobrevivência entre as montanhas jamaicanas, e ali criaram comunidades unidas, que sobreviviam de seus próprios esforços, esses locais eram escassos, montanhosos e de difícil acesso no interior da ilha. Eles são considerados lutadores e guerreiros, e difíceis de combater. Sob o controle espanhol, próximo ao ano de 1650, diversos grupos de independentes escravos fugiram e miscigenaram com nativos da ilha conhecido como Aruaques, habitando suas comunidades. Após isso, os britânicos assumiram o controle da ilha, e vários escravos tiveram a oportunidade de escapar das plantações para se juntarem a dois grandes clãs de quilombolas: O clã do Barravento e o clã do Sotavento, liderados respectivamente por Nanny e o Capitão Cudjoe.
O grupo consistia principalmente dos Akans provenientes da região oeste da África. Os Ashantis, de onde Nanny veio, viveram nesta região. Entretanto, escravos originários dessa parte da África, juntaram-se  aos quilombolas durante as fugas. Por mais de 150 anos, os Maroons ajudaram a libertar diversos grupos escravizados de suas plantações ocasionando diversos danos as propriedade e suas dependências como plantações e pastagens.

## Ataques a Nanny Town
Entre 1728 e 1734, Nanny Town e outros assentamentos marrons eram frequentemente atacados por forças britânicas. Após a morte de Nanny (1733), muitos quilombolas de Nanny Town migraram por toda a ilha para unir-se com os quilombolas. Em 1734, o capitão Stoddart atacou os restos de Nanny Town, situado em uma das montanhas mais altas da ilha, através de um único caminho disponível.
Os quilombolas eram hábeis em disfarçar-se como arbustos e árvores. Os quilombolas também utilizaram armadilhas para enganar os britânicos em ataques surpresa. Isto foi feito com quilombolas não disfarçados correndo nas vistas dos britânicos, que em seguida, corriam na direção dos quilombolas, levando-os para os companheiros que estavam disfarçados e escondidos. Depois de cair para essas emboscadas várias vezes, os britânicos tiveram que recorrer as suas próprias trapaças:  O capitão Stoddart, localizou as cabanas que os negros estavam dormindo, efetuou um atque massivo com muitos diparos, que rapidamente, muitos foram mortos em suas habitações.

## Morte
No Diário da Assembleia da Jamaica, 29-30 de março de 1733, encontramos uma citação de "resolução, coragem e fidelidade" atribuído a "escravos leais... sob o comando do capitão Sambo", ou seja, William Cuffee, que foi recompensado por ter lutado contra os quilombolas na primeira Guerra Maroon, foi homenageado como "um bom partido Negro por ter matado Nanny, e os rebeldes da velha obeah". Estes soldados contratados eram conhecidos como "Black Shots". É provável que Cuffee foi motivado por uma recompensa, uma prática comum nas plantações com o fim de desencorajar os escravos para fugas.
No entanto, em 1739, uma parte do terreno foi atribuído a "Nanny e seus descendentes" em Nanny Town. Alguns afirmam que ela viveu até ser uma mulher bem velha, morrendo de causas naturais em 1760. A data exata de sua morte permanece um mistério, e parte da confusão é que "Nanny" é um título honorífico e muitas mulheres de alto escalão foram chamadas de Nanny pelos povos Maroon. No entanto, os quilombolas são inflexíveis que houve apenas uma "Rainha Nanny". Os restos mortais de Nanny são enterrados no "Bump Grave" em Moore Town, uma das comunidades estabelecidas pelos quilombolas Barravento em Portland Parish.

## Legado
Em 1739, o governador britânico da Jamaica assinou um tratado com os quilombolas, prometendo-lhes 2.500 hectares (10 km²) em dois locais. Eles deveriam permanecer em seus cinco principais cidades Accompong, Trelawny Town, Mountain Top e Nanny Town, vivendo sob o seu próprio chefe, más com um supervisor britânico. Em troca, eles concordaram em não abrigar novos escravos fugitivos, mas sim ajudar a capturá-los. Os quilombolas também foram pagos para retornar escravos capturados e lutar pelos britânicos no caso de um ataque francês ou espanhol.
Nanny é conhecido como um dos primeiros líderes da resistência escrava nas Américas e uma das poucas mulheres. Ela é celebrada na Jamaica e no exterior.
O governo da Jamaica declarou Rainha Nanny uma heroína nacional em 1976. Seu retrato adorna as notas de 500 dólares jamaicano, que é popularmente conhecido como "Nanny". Um monumento de Nanny está localizado em Moore Town, Portland, Jamaica.

## Ligaões externas
- Perfil de Nanny em ItzCaribean.com (em inglês)
- Institute of Jamaica (em inglês)